# جيت كون دو

شعار الجيت كون دو

جيت كون دو (الكانتونية: Jitkyùndou 截拳道، الإنجليزية : Jeet Kune Do أو JKD) وتعني حرفيا (طريق القبضة المعارضة " Way of the Intercepting Fist ") هي فلسفة وفن قتال مهجن (يأخذ أسسه من عدة مبادئ ورياضات) أسسها بروس لي سنة 1967 كأسلوب مباشر، مندفع وغير تقليدي.
مبدأ هذه الفلسفة كما هو مكتوب في شعارها 以無法為有法、以無限為有限 (اللاطريقة هي الطريقة، واللاحدود هي الحدود). وهي فلسفة لا تحكم المقاتل بأسلوب معين بل توجه أفكاره وحسب. وينقسم مدى القتال فيها إلى 4 أقسام: (اللكم، الركل، الاشتباك والمطارحة) في عام 2004 قررت مؤسسة بروس لي منح الأسلوب اسم 振藩截拳道، مما يعني حرفيا (طريقة بروس لي للقبضة المعارضة) حيث أن جُن فان هو اسم الولادة لبروس لي.

## الفلسفة
بداية اسمى بروس لي أسلوبه بـ 振藩功夫 (كونغ فو جُن فان) ولكن لئلا يكون أسلوباً مقيداً به أوضح خطوات إنشائه لهذا الأسلوب. وجيت كون دو هو الاسم الذي أعطاه سنة 1967 لفلسفته وأسلوبه. نص ماقاله بروس لى عن أسلوبه : 